# Fulshear
Fulshear is een plaats (city) in de Amerikaanse staat Texas, en valt bestuurlijk gezien onder Fort Bend County.

## Demografie
Bij de volkstelling in 2000 werd het aantal inwoners vastgesteld op 716.
In 2006 is het aantal inwoners door het United States Census Bureau geschat op 968, een stijging van 252 (35,2%).

## Geografie
Volgens het United States Census Bureau beslaat de plaats een oppervlakte van
21,1 km², geheel bestaande uit land. Fulshear ligt op ongeveer 31 m boven zeeniveau.

## Plaatsen in de nabije omgeving
De onderstaande figuur toont nabijgelegen plaatsen in een straal van 16 km rond Fulshear.